# إمبابة (حي)
حي إمبابة هو حي من أحياء محافظة الجيزة، يحتوي على المنطقة الواقعة شمال المدينة وغالبية مناطقه من منطقة إمبابة الجغرافية.
نشأ الحي بعد صدور قرار رئيس مجلس الوزراء المصري مصطفى مدبولي، بقرارا تقسيم حى شمال الجيزة، إلى حى إمبابة وحى المنيرة الغربية، وتغير اسم حي شمال الجيزة إلي حي إمبابة وذلك بناء على ما قدمه محافظ الجيزة أحمد راشد، ووزير التنمية المحلية اللواء محمود شعراوي.

## شياخات
- أرض الجمعية.
- المنيرة
- منطقة الكيت كات
- شارع السودان الي حدود أرض اللواء.
- عزبة الصعايدة.
- مدينة الأمل .
- بني محمد .
- شارع الأقصر.